# فهرست مربیان تیم ملی فوتبال ایران
مربی‌گری تیم ملی فوتبال مردان ایران، در سال ۱۹۴۱ پایه‌گذاری گردید و رکورد بیشترین شمار بازی سرمربی‌گری در این تیم، از آن کارلوس کی‌روش (از ۲۰۱۱ تا ۲۰۱۹ و ۲۰۲۲ تا ۲۰۲۳) است. سرمربی کنونی تیم نیز، امیر قلعه‌نویی است.

## فهرست
مربیان موقت 
 (۲۰ خرداد ۱۴۰۴)

| ردیف | نام                 | ملیت                             | از              | تا              | عملکرد | عملکرد | عملکرد | عملکرد | عملکرد | عملکرد |
| ردیف | نام                 | ملیت                             | از              | تا              | بازی   | برد    | تساوی  | باخت   | برد %  | افتخارات |
| ---- | ------------------- | -------------------------------- | --------------- | --------------- | ------ | ------ | ------ | ------ | ------ | --- |
| ۱    | حسین صدقیانی†       | ایران                            | ۱۵ ژانویه ۱۹۴۱  | ۵ مارس ۱۹۵۱     | ۵      | ۲      | ۰      | ۳      | ۰۴۰    | |
| ۲    | مصطفی سلیمی†        | ایران                            | ۵ مارس ۱۹۵۱     | ۲ آوریل ۱۹۵۲    | ۵      | ۲      | ۲      | ۱      | ۰۴۰    | مدال نقره در بازی‌های آسیایی ۱۹۵۱ |
| ۳    | یوژف مساروش†        | مجارستان                         | ۵ دسامبر ۱۹۵۷   | ۱۸ دسامبر ۱۹۵۹  | ۶      | ۳      | ۱      | ۲      | ۰۵۰    | |
| ۴    | حسین فکری†          | ایران                            | ۱ ژوئن ۱۹۶۱     | ۱۶ مارس ۱۹۶۶    | ۷      | ۲      | ۳      | ۲      | ۰۲۹    | صعود و حذف در مرحله گروهی بازی‌های المپیک تابستانی ۱۹۶۴ |
| ۵    | گئورگی سوچ†         | مجارستان                         | ۱۰ سپتامبر ۱۹۶۶ | ۲۴ نوامبر ۱۹۶۷  | ۷      | ۴      | ۰      | ۳      | ۰۵۷    | مدال نقره در بازی های آسیایی ۱۹۶۶ |
| ۶    | حسین فکری†          | ایران                            | ۲۴ نوامبر ۱۹۶۷  | ۲۶ نوامبر ۱۹۶۷  | ۲      | ۱      | ۰      | ۱      | ۰۵۰    | |
| ۷    | محمود بیاتی†        | ایران                            | ۲۶ نوامبر ۱۹۶۷  | ۷ مارس ۱۹۶۹     | ۴      | ۴      | ۰      | ۰      | ۱۰۰    | قهرمان جام ملت‌های آسیا ۱۹۶۸ |
| ۸    | زدراکو رایکوف†      | جمهوری فدرال سوسیالیستی یوگسلاوی | ۷ مارس ۱۹۶۹     | ۱۷ سپتامبر ۱۹۷۰ | ۵      | ۴      | ۰      | ۱      | ۰۸۰    | |
| ۹    | محمد بیاتی          | ایران                            | ۱ سپتامبر ۱۹۷۰  | ۳ سپتامبر ۱۹۷۰  | ۲      | ۱      | ۱      | ۰      | ۰۵۰    | |
| ۱۰   | ایگور نتو†          | اتحاد جماهیر شوروی               | ۴ نوامبر ۱۹۷۰   | ۱۰ سپتامبر ۱۹۷۱ | ۳      | ۰      | ۱      | ۲      | ۰۰۰٫۰۰ | |
| ۱۱   | پرویز دهداری†       | ایران                            | ۱۰ سپتامبر ۱۹۷۱ | ۷ مه ۱۹۷۲       | ۲      | ۱      | ۰      | ۱      | ۰۵۰    | قهرمان مسابقات بین‌المللی کوروش |
| ۱۲   | محمد رنجبر†         | ایران                            | ۷ مه ۱۹۷۲       | ۲۵ ژوئن ۱۹۷۲    | ۹      | ۵      | ۱      | ۳      | ۰۵۶    | قهرمان جام ملت‌های آسیا ۱۹۷۲ |
| ۱۳   | محمود بیاتی†        | ایران                            | ۲۶ ژوئن ۱۹۷۲    | ۱۷ ژانویه ۱۹۷۴  | ۹      | ۵      | ۲      | ۲      | ۰۵۶    | |
| ۱۴   | دنی مکللان†         | اسکاتلند                         | ۱۷ ژانویه ۱۹۷۴  | ۳ سپتامبر ۱۹۷۴  | ۲      | ۱      | ۰      | ۱      | ۰۵۰    | |
| ۱۵   | فرانک اوفارل†       | جمهوری ایرلند                    | ۹ آوریل ۱۹۷۴    | ۴ می ۱۹۷۶       | ۹      | ۷      | ۰      | ۲      | ۰۷۸    | مدال طلا در بازی‌های آسیایی ۱۹۷۴ قهرمان مسابقات بین‌المللی ایران ۱۹۷۴ صعود به بازی‌های المپیک تابستانی ۱۹۷۶ |
| ۱۶   | حشمت مهاجرانی       | ایران                            | ۵ می ۱۹۷۶       | ۶ سپتامبر ۱۹۷۸  | ۲۸     | ۱۵     | ۷      | ۶      | ۰۵۴    | قهرمان جام ملت‌های آسیا ۱۹۷۶ حذف در مرحله ۱/۴ بازی‌های المپیک تابستانی ۱۹۷۶ صعود به جام جهانی فوتبال ۱۹۷۸ و حذف در مرحله گروهی آن |
| ۱۷   | حسن حبیبی           | ایران                            | ۱۱ دسامبر ۱۹۷۹  | ۳۱ ژانویه ۱۹۸۲  | ۱۲     | ۹      | ۲      | ۱      | ۰۷۵    | صعود به بازی‌های المپیک تابستانی ۱۹۸۰ مقام سومی جام ملت‌های آسیا ۱۹۸۰ |
| ۱۸   | ناصر ابراهیمی       | ایران                            | ۱ فوریه ۱۹۸۲    | ۱سپتامبر ۱۹۸۲   | ۴      | ۴      | ۰      | ۰      | ۱۰۰    | قهرمان جام قائد اعظم ۱۹۸۲ |
| ۱۹   | حسین آبشناسان       | ایران                            | ۱ اکتبر ۱۹۸۲    | ۲۵ دسامبر ۱۹۸۲  | ۴      | ۲      | ۰      | ۲      | ۰۵۰    | |
| ۲۰   | محمود یاوری†        | ایران                            | ۶ ژانویه ۱۹۸۴   | ۲۵ سپتامبر ۱۹۸۴ | ۶      | ۶      | ۰      | ۰      | ۱۰۰    | |
| ۲۱   | ناصر ابراهیمی       | ایران                            | ۲۶ سپتامبر ۱۹۸۴ | ۱۰ فوریه ۱۹۸۵   | ۸      | ۲      | ۴      | ۲      | ۰۲۵    | مقام چهارمی جام ملت‌های آسیا ۱۹۸۴ |
| ۲۲   | فریدون عسگرزاده     | ایران                            | ۱۱ فوریه ۱۹۸۵   | ۱۶ آوریل ۱۹۸۶   | ۲      | ۲      | ۰      | ۰      | ۱۰۰    | قهرمان جام بین المللی دهه فجر ۱۹۸۶ |
| ۲۳   | پرویز دهداری†       | ایران                            | ۱۲ مه ۱۹۸۶      | ۲۳ اکتبر ۱۹۸۷   | ۸      | ۴      | ۱      | ۳      | ۰۵۰    | |
| ۲۴   | محمود یاوری†        | ایران                            | ۲۴ اکتبر ۱۹۸۷   | ۱ نوامبر ۱۹۸۷   | ۰      | ۰      | ۰      | ۰      | —      | |
| ۲۵   | پرویز دهداری†       | ایران                            | ۲ نوامبر ۱۹۸۷   | ۲۲ ژانویه ۱۹۸۹  | ۱۱     | ۴      | ۵      | ۲      | ۰۳۶    | مقام سومی جام ملت‌های آسیا ۱۹۸۸ |
| ۲۶   | رضا وطنخواه         | ایران                            | ۲۲ ژانویه ۱۹۸۹  | ۲۰ آوریل ۱۹۸۹   | ۳      | ۳      | ۰      | ۰      | ۱۰۰    | |
| ۲۷   | مهدی مناجاتی        | ایران                            | ۲۱ آوریل ۱۹۸۹   | ۳ اکتبر ۱۹۸۹    | ۳      | ۲      | ۰      | ۱      | ۰۶۷    | |
| ۲۸   | علی پروین           | ایران                            | ۴ اکتبر ۱۹۸۹    | ۲۸ اکتبر ۱۹۹۳   | ۳۴     | ۱۵     | ۱۱     | ۸      | ۰۴۴    | مدال طلا در بازی‌های آسیایی ۱۹۹۰ قهرمان جام اکو ۱۹۹۳ |
| ۲۹   | استانکو پوکله‌پوویچ† | کرواسی                           | ۲۸ مه ۱۹۹۴      | ۹ اکتبر ۱۹۹۴    | ۴      | ۱      | ۲      | ۱      | ۰۲۵    | |
| ۳۰   | محمد مایلی‌کهن       | ایران                            | ۱۶ فوریه ۱۹۹۶   | ۷ نوامبر ۱۹۹۷   | ۳۸     | ۲۳     | ۹      | ۶      | ۰۶۱    | مقام سومی جام ملت‌های آسیا ۱۹۹۶ |
| ۳۱   | والدیر ویرا         | برزیل                            | ۸ نوامبر ۱۹۹۷   | ۱۶ ژانویه ۱۹۹۸  | ۳      | ۰      | ۲      | ۱      | ۰۰۰٫۰۰ | صعود به جام جهانی فوتبال ۱۹۹۸ |
| ۳۲   | تومیسلاو ایویچ†     | کرواسی                           | ۱۷ ژانویه ۱۹۹۸  | ۲۰ مه ۱۹۹۸      | ۵      | ۱      | ۲      | ۲      | ۰۲۰    | |
| ۳۳   | جلال طالبی          | ایران                            | ۲۱ مه ۱۹۹۸      | ۴ سپتامبر ۱۹۹۸  | ۴      | ۱      | ۰      | ۳      | ۰۲۵    | حذف در مرحله گروهی جام جهانی فوتبال ۱۹۹۸ |
| ۳۴   | منصور پورحیدری†     | ایران                            | ۵ سپتامبر ۱۹۹۸  | ۲۶ فوریه ۲۰۰۰   | ۱۷     | ۹      | ۵      | ۳      | ۰۵۳    | مدال طلا در بازی‌های آسیایی ۱۹۹۸ |
| ۳۵   | جلال طالبی          | ایران                            | ۲۷ فوریه ۲۰۰۰   | ۲۷ اکتبر ۲۰۰۰   | ۴      | ۱      | ۰      | ۳      | ۰۲۵    | حذف در مرحله ۱/۴ جام ملت‌های آسیا ۲۰۰۰ قهرمان مسابقات فوتبال غرب آسیا ۲۰۰۰ |
| ۳۶   | آدمار براگا         | برزیل                            | ۲۸ اکتبر ۲۰۰۰   | ۱۹ ژانویه ۲۰۰۱  | ۳      | ۳      | ۰      | ۰      | ۱۰۰    | |
| ۳۷   | میروسلاو بلاژویچ†   | کرواسی                           | ۱۵ ژانویه ۲۰۰۱  | ۶ فوریه ۲۰۰۲    | ۱۹     | ۱۰     | ۴      | ۵      | ۰۵۳    | |
| ۳۸   | برانکو ایوانکوویچ   | کرواسی                           | ۶ فوریه ۲۰۰۲    | ۴ فوریه ۲۰۰۳    | ۱۰     | ۴      | ۴      | ۲      | ۰۴۰    | |
| ۳۹   | همایون شاهرخی       | ایران                            | ۴ فوریه ۲۰۰۳    | ۲۶ سپتامبر ۲۰۰۳ | ۵      | ۱      | ۱      | ۳      | ۰۲۰    | |
| ۴۰   | برانکو ایوانکوویچ   | کرواسی                           | ۲۶ سپتامبر ۲۰۰۳ | ۲۱ ژوئن ۲۰۰۶    | ۴۲     | ۲۹     | ۶      | ۷      | ۰۶۹    | قهرمان مسابقات فوتبال غرب آسیا ۲۰۰۴ عنوان سومی جام ملت‌های آسیا ۲۰۰۴ صعود به جام جهانی فوتبال ۲۰۰۶ و حذف در مرحله گروهی آن قهرمان جام بین قاره آسیا و اقیانوسیه ۲۰۰۳ |
| ۴۱   | امیر قلعه‌نویی       | ایران                            | ۸ اوت ۲۰۰۶      | ۲۲ دسامبر ۲۰۰۷  | ۱۷     | ۱۰     | ۶      | ۱      | ۰۵۹    | حذف در مرحله ۱/۴ جام ملت‌های آسیا ۲۰۰۷ |
| ۴۲   | پرویز مظلومی        | ایران                            | ۱۶ ژوئن ۲۰۰۷    | ۲۴ ژوئن ۲۰۰۷    | ۴      | ۳      | ۱      | ۰      | ۰۷۵    | قهرمان مسابقات فوتبال غرب آسیا ۲۰۰۷ |
| ۴۳   | منصور ابراهیم‌زاده   | ایران                            | ۱۰ ژانویه ۲۰۰۸  | ۲۰ مارس ۲۰۰۸    | ۳      | ۰      | ۳      | ۰      | ۰۰۰٫۰۰ | |
| ۴۴   | علی دایی            | ایران                            | ۲۰ مارس ۲۰۰۸    | ۲۸ مارس ۲۰۰۹    | ۲۴     | ۱۵     | ۶      | ۳      | ۰۶۳    | قهرمان مسابقات فوتبال غرب آسیا ۲۰۰۸ |
| ۴۵   | اریش روته‌مولر       | آلمان                            | ۲۸ مارس ۲۰۰۹    | ۲۲ آوریل ۲۰۰۹   | ۱      | ۰      | ۱      | ۰      | ۰۰۰٫۰۰ | |
| ۴۶   | افشین قطبی          | ایران                            | ۲۲ آوریل ۲۰۰۹   | ۲۲ ژانویه ۲۰۱۱  | ۳۰     | ۱۶     | ۶      | ۸      | ۰۵۳    | حذف در مرحله ۱/۴ جام ملت‌های آسیا ۲۰۱۱ |
| ۴۷   | علیرضا منصوریان     | ایران                            | ۲۲ ژانویه ۲۰۱۱  | ۴ آوریل ۲۰۱۱    | ۱      | ۱      | ۰      | ۰      | ۱۰۰    | |
| ۴۸   | کارلوس کی‌روش        | پرتغال                           | ۴ آوریل ۲۰۱۱    | ۲۸ ژانویه ۲۰۱۹  | ۱۰۰    | ۶۰     | ۲۷     | ۱۳     | ۰۶۰    | دارای رکورد دو صعود پیاپی به جام جهانی با تیم ملی ایران حذف در مرحله گروهی مسابقات فوتبال غرب آسیا ۲۰۱۲ صعود به جام جهانی فوتبال ۲۰۱۴ و حذف در مرحله گروهی آن حذف در مرحله ۱/۴ جام ملت‌های آسیا ۲۰۱۵ صعود به جام جهانی فوتبال ۲۰۱۸ و حذف در مرحله گروهی آن مقام سوم جام ملت‌های آسیا ۲۰۱۹ |
| ۴۹   | مارک ویلموتس        | بلژیک                            | ۲۲ مه ۲۰۱۹      | ۴ دسامبر ۲۰۱۹   | ۶      | ۳      | ۱      | ۲      | ۰۵۰    | |
| ۵۰   | دراگان اسکوچیچ      | کرواسی                           | ۶ فوریه ۲۰۲۰    | ۷ سپتامبر ۲۰۲۲  | ۱۸     | ۱۵     | ۱      | ۲      | ۰۸۳    | صعود به جام جهانی فوتبال ۲۰۲۲ |
| ۵۱   | کارلوس کی‌روش        | پرتغال                           | ۷ سپتامبر ۲۰۲۲  | ۳۰ نوامبر ۲۰۲۲  | ۶      | ۳      | ۱      | ۲      | ۰۵۰    | حذف در مرحله گروهی جام جهانی فوتبال ۲۰۲۲ |
| ۵۲   | امیر قلعه‌نویی       | ایران                            | ۱۲ مارس ۲۰۲۳    | تاکنون          | ۳۳     | ۲۵     | ۶      | ۲      | ۰۷۶    | قهرمانی در تورنمنت کافا ۲۰۲۳ قهرمانی در جام چهارجانبه اردن ۲۰۲۳ مقام سوم جام ملت‌های آسیا ۲۰۲۳ صعود به جام جهانی فوتبال ۲۰۲۶ |

## آمار
تا تاریخ ۱۰ ژوئن ۲۰۲۵ (۲۰ خرداد ۱۴۰۴)
| #  | نام                | ملیت                             | بازی | برد | مساوی | باخت |
| -- | ------------------ | -------------------------------- | ---- | --- | ----- | ---- |
| ۱  | حسین صدقیانی       | ایران                            | ۶    | ۲   | ۱     | ۳    |
| ۲  | مصطفی سلیمی        | ایران                            | ۵    | ۲   | ۲     | ۱    |
| ۳  | یوژف مساروش        | مجارستان                         | ۶    | ۳   | ۱     | ۲    |
| ۴  | حسین فکری          | ایران                            | ۷    | ۲   | ۳     | ۲    |
| ۵  | دیوردی سوچ         | مجارستان                         | ۷    | ۴   | ۰     | ۳    |
| ۶  | محمود بیاتی        | ایران                            | ۱۳   | ۹   | ۲     | ۲    |
| ۷  | زدراکو رایکوف      | جمهوری فدرال سوسیالیستی یوگسلاوی | ۴    | ۳   | ۰     | ۱    |
| ۸  | محمد بیاتی         | ایران                            | ۱    | ۱   | ۰     | ۰    |
| ۹  | ایگور نتو          | اتحاد جماهیر شوروی               | ۲    | ۰   | ۱     | ۱    |
| ۱۰ | پرویز دهداری       | ایران                            | ۲۰   | ۹   | ۶     | ۵    |
| ۱۱ | محمد رنجبر         | ایران                            | ۹    | ۵   | ۱     | ۳    |
| ۱۲ | فرانک اوفارل       | جمهوری ایرلند                    | ۹    | ۷   | ۰     | ۲    |
| ۱۳ | حشمت مهاجرانی      | ایران                            | ۲۹   | ۱۵  | ۸     | ۶    |
| ۱۴ | حسن حبیبی          | ایران                            | ۱۲   | ۹   | ۲     | ۱    |
| ۱۵ | جلال چراغ‌پور       | ایران                            | ۴    | ۲   | ۰     | ۲    |
| ۱۶ | محمود یاوری        | ایران                            | ۶    | ۶   | ۰     | ۰    |
| ۱۷ | ناصر ابراهیمی      | ایران                            | ۹    | ۳   | ۴     | ۲    |
| ۱۸ | فریدون عسگرزاده    | ایران                            | ۲    | ۲   | ۰     | ۰    |
| ۱۹ | رضا وطنخواه        | ایران                            | ۳    | ۳   | ۰     | ۰    |
| ۲۰ | مهدی مناجاتی       | ایران                            | ۳    | ۲   | ۰     | ۱    |
| ۲۱ | علی پروین          | ایران                            | ۳۷   | ۱۸  | ۱۱    | ۸    |
| ۲۲ | استانکو پوکله‌پوویچ | کرواسی                           | ۴    | ۱   | ۲     | ۱    |
| ۲۳ | محمد مایلی‌کهن      | ایران                            | ۴۰   | ۲۴  | ۱۰    | ۶    |
| ۲۴ | والدیر ویرا        | برزیل                            | ۳    | ۰   | ۲     | ۱    |
| ۲۵ | تومیسلاو ایویچ     | کرواسی                           | ۵    | ۱   | ۲     | ۲    |
| ۲۶ | جلال طالبی         | ایران                            | ۲۵   | ۱۴  | ۵     | ۶    |
| ۲۷ | منصور پورحیدری     | ایران                            | ۱۸   | ۹   | ۶     | ۳    |
| ۲۸ | آدمار براگا        | برزیل                            | ۳    | ۳   | ۰     | ۰    |
| ۲۹ | میروسلاو بلاژویچ   | کرواسی                           | ۱۹   | ۱۰  | ۴     | ۵    |
| ۳۰ | برانکو ایوانکوویچ  | کرواسی                           | ۵۲   | ۳۳  | ۱۰    | ۹    |
| ۳۱ | همایون شاهرخی      | ایران                            | ۵    | ۱   | ۱     | ۳    |
| ۳۲ | امیر قلعه‌نویی      | ایران                            | ۵۰   | ۳۵  | ۱۲    | ۳    |
| ۳۳ | پرویز مظلومی       | ایران                            | ۴    | ۳   | ۱     | ۰    |
| ۳۴ | منصور ابراهیم‌زاده  | ایران                            | ۳    | ۰   | ۳     | ۰    |
| ۳۵ | علی دایی           | ایران                            | ۲۴   | ۱۵  | ۶     | ۳    |
| ۳۶ | اریش روته‌مولر      | آلمان                            | ۱    | ۰   | ۱     | ۰    |
| ۳۷ | افشین قطبی         | ایران                            | ۳۰   | ۱۶  | ۶     | ۸    |
| ۳۸ | غلامحسین پیروانی   | ایران                            | ۱    | ۰   | ۱     | ۰    |
| ۳۹ | علیرضا منصوریان    | ایران                            | ۱    | ۱   | ۰     | ۰    |
| ۴۰ | کارلوس کی‌روش       | پرتغال                           | ۱۰۵  | ۶۲  | ۲۸    | ۱۵   |
| ۴۱ | مارک ویلموتس       | بلژیک                            | ۶    | ۳   | ۱     | ۲    |
| ۴۲ | دراگان اسکوچیچ     | کرواسی                           | ۱۸   | ۱۵  | ۱     | ۲    |